# Oxyepalpus flavoscutellatus
Oxyepalpus flavoscutellatus är en tvåvingeart som först beskrevs av Bischof 1904.  Oxyepalpus flavoscutellatus ingår i släktet Oxyepalpus och familjen parasitflugor. Inga underarter finns listade i Catalogue of Life.